# 王丽妃 (明世宗)
恭僖麗妃（？—1553年），亦作王麗妃，名失考，錦衣衛帶俸指揮僉事王頂之女，明朝明世宗朱厚熜之妃。

## 生平
嘉靖三十一年（1553年）六月二十六日，「未封妃王氏」薨逝，詔追封為恭僖麗妃，喪葬禮儀俱依照懷榮賢妃鄭氏之例舉行（即參照明憲宗昭妃之例，但「輟朝當減一日，盖未賜進封，仍次一等耳」 ），其父王頂授為錦衣衛指揮僉事。同年九月初五日，詔給恭僖麗妃之父錦衣衛帶俸指揮僉事王頂房價銀二千七百六十餘兩，《明實錄》特意寫明因恭僖麗妃薨逝，「上追悼不已，故恩賚特厚云」。根據《太常續考》的記載，王麗妃與包宜妃、陳靜妃、何睦妃、褚晏妃、張常妃、王莊妃、高和妃、彭安妃於金山合葬同一墓，葬地位於西山紅石口。

## 備註
1. ↑  有關恭僖麗妃家是否「恩賚特厚」，可以參考《明世宗肅皇帝實錄》中其他世宗妃家族獲得房價銀的記載。嘉靖二十六年三月，給未封徐永妃之父徐禮房價銀二千七百餘兩。嘉靖三十二年九月，給王莊妃之弟王繪房價銀一千二百兩。嘉靖三十二年十二月，給褚晏妃之父褚江、張常妃之姪子張子成，各房價銀一千二百兩。嘉靖三十四年九月，給高和妃之父高廷章房價銀一千二百兩。嘉靖三十五年五月，給李順妃之父李杲房價銀一千二百兩。嘉靖三十八年六月，給張安妃之弟張國相房價銀一千二百兩。嘉靖四十四年五月，給宜妃之兄于成房價銀一千二百兩。由此可見，恭僖麗妃父親所得的二千七百六十餘兩房價銀確實可謂為「恩賚特厚」。